# Шахразада (кратер)
Шахраза́да (лат. Shahrazad) — 20-километровый ударный кратер на обратном полушарии Энцелада, спутника Сатурна. Одиннадцатый по размеру наименованный кратер этого спутника. Был обнаружен в 1981 году на снимках космического аппарата «Вояджер-2», а через некоторое время подробно снят зондом «Кассини-Гюйгенс». Назван в честь Шахерезады (Шахразады) — персонажа сборника народных сказок «Тысяча и одна ночь». Это название было утверждено Международным астрономическим союзом в 1982 году.
Координаты центра кратера — 46°30′ с. ш. 158°24′ в. д. / 46,5° с. ш. 158,4° в. д.. Он расположен в середине примечательной цепочки из трёх кратеров: Аль-Хаддар (северный), Шахразада (центральный) и Дуньязада (южный). Хотя они похожи на цепочку кратеров, образованных фрагментами кометы, разорванной приливными силами планеты, их расположение на противоположном Сатурну полушарии спутника свидетельствует против этой версии.
На снимках, полученных космической станцией «Кассини-Гюйгенс» во время близкого пролёта 9 марта 2005 года, были обнаружены многочисленные разломы, идущие вдоль этой цепочки кратеров. Северную и восточную сторону кратера Шахразада пересекают глубокие каньоны. Признаки релаксации поверхности после удара (куполообразная возвышенность в центре) заметны, но менее выражены, чем у соседнего более крупного кратера Дуньязада.
По имени этого кратера назван вмещающий его лист карты Энцелада — Se-4 Shahrazad.